# 埃蒂瓦勒-克莱尔方丹
埃蒂瓦勒-克莱尔方丹（法語：Étival-Clairefontaine，發音：[etival klɛʁfɔ̃tɛn] ⓘ）是法国大东部大区孚日省孚日圣迪耶区的市镇，位于该省北部偏东，面积27.12平方千米，2022年1月1日人口为2,454人。

## 地名
“方丹”（fontaine）意为“泉”。法语地名通名在“枫丹白露”（Fontainebleau）等少数拥有传统译名的地名中译作“枫丹”，不过在《世界地名翻译大辞典》、《世界地名译名词典》和《法国地图册》等主流地名译名类书籍资料中多译作“方丹”。

## 地理
埃蒂瓦勒-克莱尔方丹（48°21'50"N, 6°51'29"E）面积27.12平方千米，位于法国大東部大區孚日省，该省份为法国东北部内陆省份，北起默兹省和默尔特-摩泽尔省，西接上马恩省，南至上索恩省和贝尔福地区省，东临上莱茵省和下莱茵省。
与埃蒂瓦勒-克莱尔方丹接壤的市镇（或旧市镇、城区）包括：拉翁莱塔普、农帕特利兹、穆瓦延穆捷、圣巴尔布、圣伯努瓦拉希波特、圣雷米、拉瓦夫尔。
埃蒂瓦勒-克莱尔方丹的时区为UTC+01:00、UTC+02:00（夏令时）。

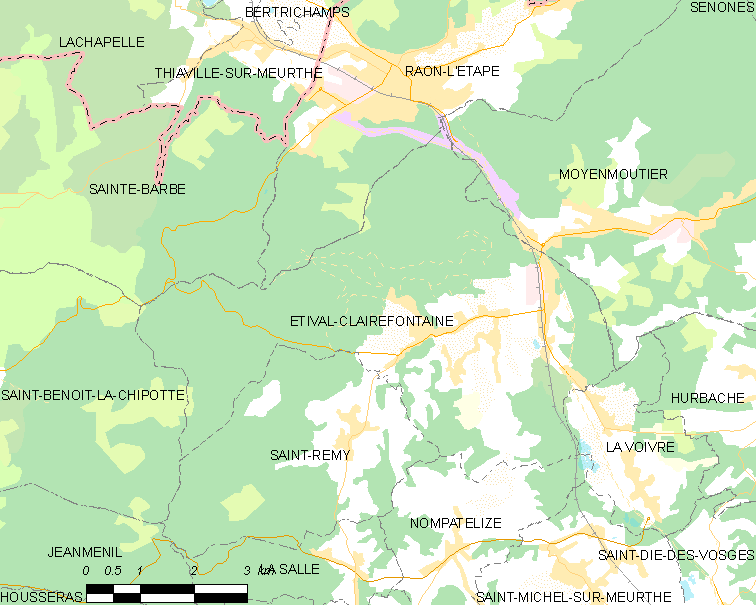
埃蒂瓦勒-克莱尔方丹的OSM定位图

## 行政
埃蒂瓦勒-克莱尔方丹的邮政编码为88480，INSEE市镇编码为88165。

## 政治
埃蒂瓦勒-克莱尔方丹所属的省级选区为拉翁莱塔普县。

## 人口

1962-2008年间埃蒂瓦勒-克莱尔方丹人口变化图示

埃蒂瓦勒-克莱尔方丹于2022年1月1日时的人口数量为2454人。